# Vyšná Hutka
Vyšná Hutka – wieś (obec) na Słowacji położona w kraju koszyckim, w powiecie Koszyce-okolice. Pierwsze wzmianki o miejscowości pochodzą z roku 1293. 
Według danych z dnia 31 grudnia 2012, wieś zamieszkiwały 444 osoby, w tym 226 kobiet i 218 mężczyzn.
W 2001 roku rozkład populacji względem narodowości i przynależności etnicznej wyglądał następująco:
- Słowacy – 98,64%
- Czesi – 0,54%
- Niemcy – 0,27%
- Węgrzy – 0,27%

Ze względu na wyznawaną religię struktura mieszkańców kształtowała się w 2001 roku następująco:
- Katolicy rzymscy – 85,83%
- Grekokatolicy – 5,99%
- Ewangelicy – 3,54%
- Prawosławni – 0,27%
- Ateiści – 1,63%
- Nie podano – 0,54%